# سورجا يانغ تاك ديريندوكان
Surga Yang Tak Dirindukan (الجنة التي لا ينبغي تفويتها) هو فيلم درامي إندونيسي أنتجه مانوج البنجابي وتم إصداره في 15 يوليو 2015. تألق في فيلم فيدي نوريل، لاوديا سينثيا بيلا، رالين شاه، كمال باهلفي، تانتا جينتنغ، لاندونغ سيماتوبانغ، وزاسكيا أديا ميكا. الفيلم مأخوذ عن الرواية الأكثر مبيعا بنفس الاسم للكاتبة أسماء ناديا.
حصل الفيلم على العديد من الترشيحات في جوائز احتفالات أخرى: «أفضل فيلم» في مهرجان الفيلم الإندونيسي لعام 2015، «الفيلم المفضل» في حفل جوائز الممثل السينمائي الإندونيسي لعام 2016، «فيلم العام» في جوائز اختيار الإندونيسية لعام 2016، «أفضل فيلم ملصق»، «أفضل فيلم تلفزيوني»، و«أفضل ما وراء الكواليس» في حفل توزيع جوائز أفلام شباك التذاكر لعام 2016 في إندونيسيا. وكذلك الفيلم الذي حصل على ثلاث جوائز فقط في الجوائز الأخرى: جائزة «الفيلم الإندونيسي الأكثر شهرة» في حفل توزيع جوائز ساليبريتا لعام 2015، وجائزة «أفضل فيلم»، وجائزة «الفيلم الرابح» في حفل توزيع جوائز أفلام شباك التذاكر الإندونيسية لعام 2016. تم عمل جزء متمم للفيلم في 2017 بعنوان سورجا يانغ تاك ديريندوكان 2.

## طاقم العمل
- فيدي نوريل في دور أنديكا براشيتيا
- لوديا سينثيا بيلا في دور سيترا أريني
- رالين شاه في دور مي روز
- كمال باهلفي في دور عمران
- تانتا جينتنغ في دور هارتونو
- زسكية أديا مكة في دور سيتا
- لاندونغ سيماتوبانغ في دور سوتيجو
- راي سيتوريسمي في دور سولاستي
- ساندرينا ميشيل بدور نادية
- فيتا ماريانا في دور ليا

## روابط خارجية
- سورجا يانغ تاك ديريندوكان على موقع IMDb (الإنجليزية)
- سورجا يانغ تاك ديريندوكان على موقع قاعدة بيانات الفيلم (الإنجليزية)
- سورجا يانغ تاك ديريندوكان على موقع ليتربوكسد (الإنجليزية)
- سورجا يانغ تاك ديريندوكان على موقع كينوبويسك (الروسية)

- سورجا يانغ تاك ديريندوكان  في قاعدة بيانات الأفلام على الإنترنت (بالإنجليزية)
- سورجا يانغ تاك ديريندوكان تويتر
- سورجا يانغ تاك ديريندوكان الفيسبوك